# 汪大章
汪大章（1480年—？），字一夔，贵州普定衛官籍，直隶休宁县人，明朝政治人物，同進士出身。

## 生平
幼有神童之誉。弘治八年（1495年） 乙卯科中雲貴鄉試第八名舉人，二十歲中式弘治十二年（1499年）己未科進士，會試第九十二名，三甲一百七十二名。授保定府博野县知县，弘治十四年（1501年）任直隸曲周縣知縣。不阿谀奉承，得罪权宦刘瑾，贬錦衣衛经历，正德六年（1511年）十二月升浙江按察司佥事，十年五月升雲南布政司左参议。

## 著作
曾纂修弘治《普定卫志》。

## 家族
曾祖汪祥，遇例冠带；祖汪銘；父汪漢，训导。母胡氏。重庆下。兄大量。弟大本、大方、大有。